# Marsipococcus iceryoides
Marsipococcus iceryoides är en insektsart som först beskrevs av Green 1922.  Marsipococcus iceryoides ingår i släktet Marsipococcus och familjen skålsköldlöss.
Artens utbredningsområde är Sri Lanka. Inga underarter finns listade i Catalogue of Life.